# Skittjärnen, Jämtland
Skittjärnen är en sjö i Bräcke kommun i Jämtland och ingår i Ljungans huvudavrinningsområde.